# Domènec Talarn
Domènec Talarn i Ribot (Barcelona, 1812 - 1902) fue un escultor español, especializado en la creación de figuras religiosas y belenismos.

## Biografía
Hizo estudios en la Escuela de la Lonja, donde tuvo como maestro al escultor Damià Campeny.
Su escultura pasó por el estilo neobarroco hasta el realismo del siglo XIX, se especializó en imaginería religiosa e hizo gran cantidad de figuras de pesebre.
Tuvo como discípulos a Roig i Solé, Agustín Querol y al pintor Mariano Fortuny.
Fue socio-fundador de la Sociedad de Pesebristas de Barcelona, en el año 1862.

## Obras
- 1852: Purísima. Iglesia de Santa Clara, Barcelona.
- 1862-1864: San Agustín y San Antonio. Iglesia de San Agustín, Barcelona.
- 1864: Calvario. Capilla de San Olegario en la Catedral de Barcelona.
- 1866: San Juan. Iglesia de Montevideo.
- 1879: Santa Ana. Iglesia de Santa María del Pino, Barcelona.
- 1883: Santa Bárbara. Zaragoza.
- 1890: Santa Isabel, Virgen del Rosario y Sagrado Corazón. Novelda.
- 1893: Virgen del Remedio. Buenos Aires.